# Carl Balhaus
Carl Balhaus, né le 4 novembre 1905 à Mülheim (Empire allemand) et mort le 30 juillet 1968 à Eisenach (Allemagne de l'Est), est un acteur, réalisateur, scénariste, metteur en scène allemand puis est-allemand.
Après la Seconde Guerre mondiale, il travaille comme scénariste et réalisateur pour le studio public est-allemand Deutsche Film AG (DEFA). Il était l'oncle du directeur de la photographie Michael Ballhaus.

## Biographie
En 1923, son Abitur en poche, Ballhaus commence des études de philologie et de littérature allemande. Parallèlement à ses études, il prend des cours de théâtre au Deutsches Theater, où il débute sur scène dans de petits rôles. En 1926, le metteur en scène Erwin Piscator l'engage dans sa troupe à la Volksbühne de Berlin, où il travaille jusqu'en 1935 avec de nombreux metteurs en scène de théâtre renommés.
Il fait ses débuts à l'écran dans le film muet Ramper, der Tiermensch (de) en 1926, où il tient un petit rôle. Suivirent quelques classiques du cinéma muet et les premiers films parlants, comme L'Ange bleu  de Josef von Sternberg en 1930. L'engagement politique de Ballhaus, membre actif d'un syndicat, lui valut — avec l'arrivée au pouvoir des nationaux-socialistes — des restrictions dans l'exercice de son métier d'acteur. Ainsi, à l'époque du nazisme, il n'obtient que de petits rôles dans des productions cinématographiques allemandes et sur les scènes de théâtre,.
Après la fin de la Seconde Guerre mondiale, Ballhaus travaille d'abord comme metteur en scène à la radio de Munich, avant d'être engagé comme metteur en scène de théâtre à Cobourg, Düsseldorf, Heidelberg, Bamberg et Dresde de 1946 à 1949. A Dresde, il est nommé directeur du théâtre national lorsqu'en 1953, le réalisateur de la Deutsche Film AG Martin Hellberg le fait venir à Potsdam pour faire l'assistant réalisateur sur le film Der Ochse von Kulm (de). Il fait également ses débuts de réalisateur à la Deutsche Film AG, où il met en scène six longs métrages et joue occasionnellement des rôles secondaires. Le film Der Teufelskreis (de) (litt. « Le Cercle vicieux ») de 1956 est aujourd'hui considéré comme son œuvre la plus connue. Le projet d'adapter la pièce Les Revenants d'Henrik Ibsen avec Klaus Kinski échoua parce que la Deutsche Film AG ne pouvait pas payer les droits d'auteur. De 1964 à sa mort en 1968, Carl Ballhaus fut le directeur du Landestheater Eisenach,.
Ballhaus a été marié une première fois à l'actrice Eva Schmid-Kayser, dont il a divorcé en 1942. Un an plus tard, il épousa la danseuse Almut Dorowa. Il est le père de l'acteur Christian Ballhaus et le frère du metteur en scène et acteur Oskar Ballhaus, fondateur du Théâtre de Franconie, et l'oncle du cadreur hollywoodien Michael Ballhaus,.

## Filmographie

### Acteur
- 1927 : Ramper, der Tiermensch (de)
- 1928 : Der Alte Fritz – 2. Ausklang
- 1929 : Die Siebzehnjährigen
- 1929 : C'est le printemps (de) (Frühlings Erwachen) de Richard Oswald
- 1929 : Durchs Brandenburger Tor (de)
- 1929 : Ins Blaue hinein
- 1930 : L'Ange bleu (Der blaue Engel) de Josef von Sternberg
- 1930 : Nur am Rhein
- 1930 : Revolte im Erziehungshaus
- 1930 : Väter und Söhne
- 1930 : Quatre de l'infanterie (Westfront 1918) de Georg Wilhelm Pabst
- 1930 : Ô Heidelberg (de) (Ein Burschenlied aus Heidelberg) de Karl Hartl
- 1930 : La Tragédie de Scapa Flow (de) (Scapa Flow) de Leo Lasko (de)
- 1930 : Menschen im Feuer (de)
- 1931 : Yorck de Gustav Ucicky
- 1931 : M le maudit (M) de Fritz Lang
- 1931 : Ombres des bas-fonds (de) (Schatten der Unterwelt) de Harry Piel
- 1931 : Viol ou Mensonge (Kinder vor Gericht) de Georg C. Klaren
- 1931 : 1914, fleurs meurtries (1914, die letzten Tage vor dem Weltbrand) de Richard Oswald
- 1931 : Cadets (Kadetten) de Georg Jacoby
- 1932 : Les Eaux sacrées (An heiligen Wassern) d'Erich Waschneck
- 1932 : Johnny vole l'Europe (de) (Jonny stiehlt Europa) de Harry Piel
- 1932 : Des bâtons dans les roues (Strich durch die Rechnung) d'Alfred Zeisler
- 1932 : Vera Holgk et ses filles (Unmögliche Liebe) d'Erich Waschneck
- 1932 : Un homme sans nom (Mensch ohne Namen) de Gustav Ucicky et Roger Le Bon
- 1933 : Anna et Elisabeth (de) (Anna und Elisabeth) de Frank Wisbar
- 1933 : Abel et son harmonica (Abel mit der Mundharmonika) d'Erich Waschneck
- 1933 : Le Coureur de marathon (Der Läufer von Marathon) de Ewald André Dupont
- 1934 : In Sachen Timpe
- 1934 : La Femme au voile noir (en) (Der Polizeibericht meldet) de Georg Jacoby
- 1938 : Le Misogyne (Einmal werd’ ich Dir gefallen) de Johannes Riemann
- 1939 : Le Diable de feu (Der Feuerteufel) de Luis Trenker
- 1941 : Vénus au tribunal (Venus vor Gericht) de Hans H. Zerlett
- 1952 : Geheimakten Solvay de Martin Hellberg
- 1954 : Die Galerie der großen Detektive – Sherlock Holmes liegt im Sterben
- 1962 : Die schwarze Galeere (de) de Martin Hellberg
- 1964 : Viel Lärm um nichts (de) de Martin Hellberg

### Réalisateur
- 1954 : Der Fall Dr. Wagner (de)
- 1956 : Terreur sur Paris (Damals in Paris) (également scénariste)
- 1956 : Der Teufelskreis (de) (également scénariste)
- 1958 : Nur eine Frau (de)
- 1958 : Jeune Fille de seize ans et demi (de) (Ein Mädchen von 16 ½) (également scénariste)
- 1959 : SAS 181 antwortet nicht (de)
- 1962 : Mord ohne Sühne (de)